# Cristiane Parmigiano
Cristiane Rebizzi Parmigiano (ur. 16 maja 1979) – brazylijska judoczka. Olimpijka z Atlanty 1996, gdzie zajęła dwudzieste miejsce w wadze półśredniej.
Startowała w Pucharze Świata w 1996, 1999 i 2000. Triumfatorka igrzysk Ameryki Południowej w 2002 i trzecia w 1994. Brązowa medalistka mistrzostw panamerykańskich w 1994 i 1996. Trzecia na akademickich MŚ w 2000. Mistrzyni Ameryki Południowej w 2003 roku. 

## Letnie Igrzyska Olimpijskie 1996
| Konkurencja | Eliminacje           | Klas. końcowa |
| Konkurencja | Przeciwnik I         | Miejsce       |
| ----------- | -------------------- | ------------- |
| 61 kg       | İlknur Kobaş (TUR) P | 20.           |